# Chodouny
Chodouny (en allemand : Chodaun) est une commune du district de Litoměřice, dans la région d'Ústí nad Labem, en Tchéquie. Sa population s'élevait à 662 habitants en 2021.

## Géographie
Chodouny se trouve à 6 km au nord de Roudnice nad Labem, à 12 km au sud-est de Litoměřice, à 26 km au sud-est d'Ústí nad Labem et à 47 km au nord-nord-ouest de Prague.

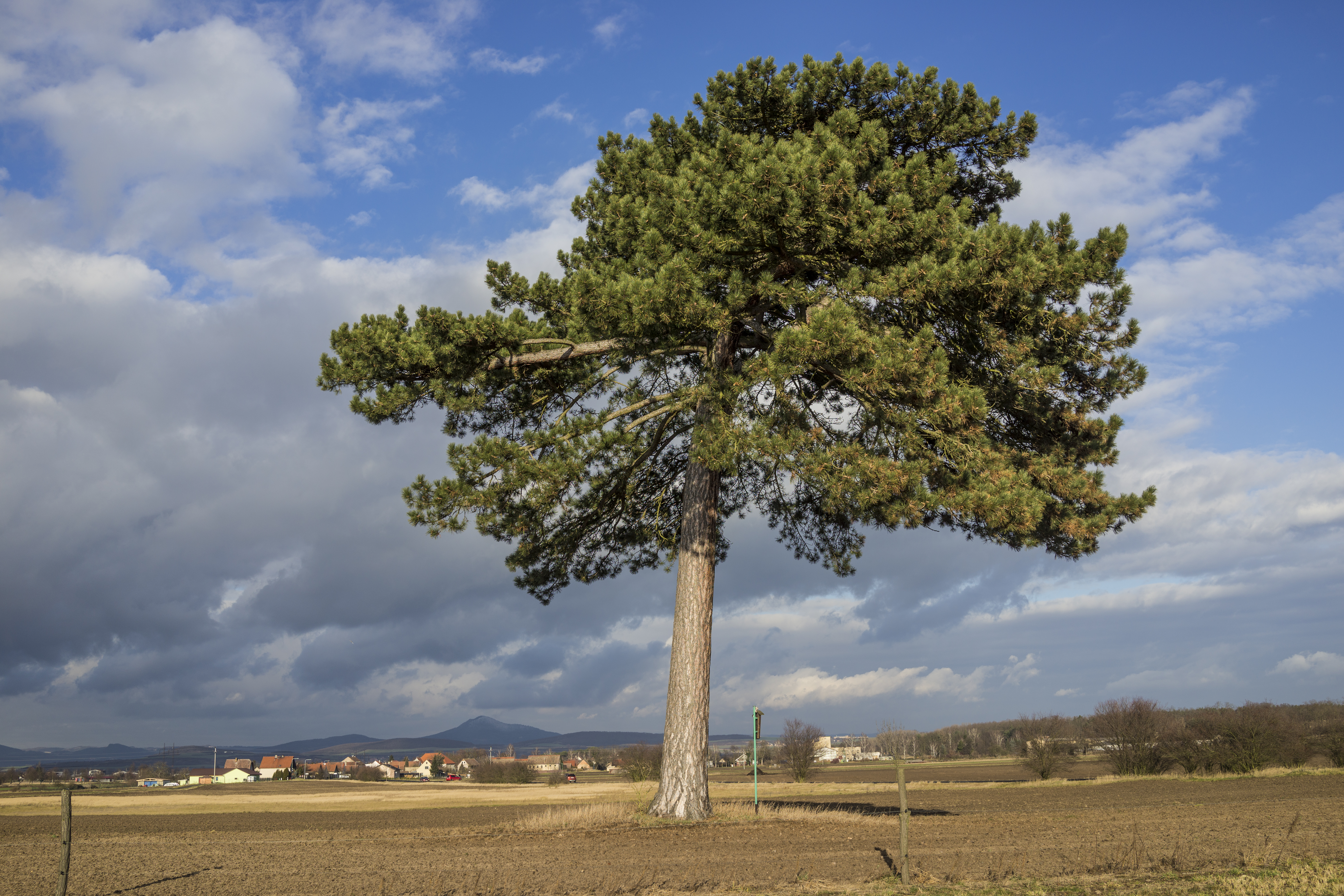
Alentours de Chodouny.

La commune est limitée par Křešice et Polepy au nord, par Vrbice à l'est, par Kyškovice au sud-est, par Černěves au sud et par Hrobce et Libotenice à l'ouest.

## Administration
La commune se compose de deux quartiers :
- Chodouny
- Lounky

## Histoire
La première mention écrite de Chodouny remonte à 1226.

## Transports
Par la route, Chodouny se trouve  à 7 km de Roudnice nad Labem, à 14 km de Litoměřice, à 41 km d'Ústí nad Labem, à 71 km de Prague.